# Лоуел (Орегон)
Лоуел (енгл. Lowell) град је у америчкој савезној држави Орегон.

## Демографија
По попису из 2010. године број становника је 1.045, што је 188 (21,9%) становника више него 2000. године.
| Група             | 2000.       | 2010.       |
| Белци             | 766 (89,4%) | 922 (88,2%) |
| Афроамериканци    | 0 (0,0%)    | 0 (0,0%)    |
| Азијати           | 2 (0,2%)    | 7 (0,7%)    |
| Хиспаноамериканци | 39 (4,6%)   | 37 (3,5%)   |
| Укупно            | 857         | 1.045       |